# Carnegie Mellon University
Carnegie Mellon University (Uniwersytet Carnegiego i Mellonów) – amerykański uniwersytet niepubliczny w Pittsburghu.

## Historia

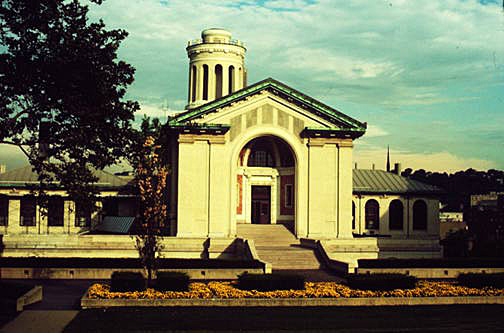
Hamerschlag Hall, jeden z budynków Carnegie Mellon College of Engineering

W roku 1900 Andrew Carnegie założył zespół szkół o profilu technicznym, które w 1912 przekształciły się w Carnegie Institute of Technology. W 1967 został on połączony z Mellon Institute of Industrial Research i nowej jednostce nadano obecną nazwę (pochodzi ona od nazwisk fundatorów obu części składowych – odpowiednio Andrew Carnegiego oraz braci Andrew Mellona i Richarda Mellona).
Uniwersytet składa się z siedmiu szkół i college’ów:
- Carnegie Institute of Technology
- College of Fine Arts
- College of Humanities and Social Sciences
- Mellon College of Science
- Tepper School of Business
- School of Computer Science
- H. John Heinz III School of Public Policy and Management

## Sport
Przy uczelni działa akademicki klub sportowy Carnegie Mellon Tartans, zrzeszony w National Collegiate Athletic Association i występujący w NCAA Division III, a dokładniej w konferencji University Athletic Association.

## Laureaci Nagrody Nobla

### Absolwenci CMU
- John L. Hall (fizyka, 2005)
- Finn E. Kydland (ekonomia, 2004)
- Edward C. Prescott (ekonomia, 2004)
- Clifford Shull (fizyka, 1994)
- John Nash Jr. (ekonomia, 1994) (bohater filmu Piękny umysł)

### Pracujący na CMU
- Clinton Joseph Davisson (fizyka, 1937)
- Otto Stern (fizyka, 1943)
- Paul Flory (chemia, 1974)
- Herbert Simon (ekonomia, 1978)
- Franco Modigliani (ekonomia, 1985)
- Merton Miller (ekonomia, 1990)
- Robert Lucas Jr. (ekonomia, 1995)
- John Pople (chemia, 1998)
- Walter Kohn (chemia, 1998)
- Paul Lauterbur (medycyna, 2003)
- Finn E. Kydland (ekonomia, 2004)
- Edward C. Prescott (ekonomia, 2004)